# Resit Schuurman
Resit Schuurman (Deventer, 31 maart 1979) is een Nederlandse voormalig betaald voetballer die bij voorkeur speelde als verdediger of verdedigende middenvelder. 

## Loopbaan
Hij tekende in juni 2009 een tweejarig contract bij Heracles Almelo, dat hem transfervrij overnam van De Graafschap. Sinds het einde van het seizoen 2012-'13 staat hij niet meer onder contract als betaald voetballer.
Schuurman doorliep de jeugdopleiding van Go Ahead Eagles, waar hij in het seizoen 1997-'98 doorstootte tot de hoofdmacht en daarvoor honderd competitiewedstrijden speelde in de eerste divisie. Schuurman werd in 2001 overgenomen door N.E.C. en speelde daarvoor eveneens exact honderd competitiewedstrijden, maar dan in de eredivisie. Na drie jaar bij FC Twente verkaste hij in 2007 naar De Graafschap. In 2009 vertrok hij naar Heracles nadat de club uit Doetinchem degradeerde naar de eerste divisie. Vanaf de zomer van 2011 staat hij weer onder contract bij Go Ahead Eagles.
Na de nederlaag van de Eagles op 24 januari 2011 tegen laagvlieger Telstar maakte de club bekend dat Schuurman per direct voor de rest van het seizoen 2010-2011 van Heracles wordt gehuurd.

## Clubstatistieken
| Seizoen  | Club            | Competitie     | Duels | Goals |
| -------- | --------------- | -------------- | ----- | ----- |
| 1997-'98 | Go Ahead Eagles | Eerste divisie | 7     | 0     |
| 1998-'99 | Go Ahead Eagles | Eerste divisie | 34    | 6     |
| 1999-'00 | Go Ahead Eagles | Eerste divisie | 28    | 2     |
| 2000-'01 | Go Ahead Eagles | Eerste divisie | 31    | 6     |
| 2001-'02 | N.E.C.          | Eredivisie     | 34    | 1     |
| 2002-'03 | N.E.C.          | Eredivisie     | 34    | 2     |
| 2003-'04 | N.E.C.          | Eredivisie     | 32    | 2     |
| 2004-'05 | FC Twente       | Eredivisie     | 32    | 1     |
| 2005-'06 | FC Twente       | Eredivisie     | 10    | 0     |
| 2006-'07 | FC Twente       | Eredivisie     | 2     | 0     |
| 2007-'08 | De Graafschap   | Eredivisie     | 34    | 0     |
| 2008-'09 | De Graafschap   | Eredivisie     | 31    | 0     |
| 2009-'10 | Heracles Almelo | Eredivisie     | 2     | 0     |
| 2010-'11 | Go Ahead Eagles | Eerste divisie | 13    | 0     |
| 2011-'12 | Go Ahead Eagles | Eerste divisie | 1     | 0     |
| 2012-'13 | Go Ahead Eagles | Eerste divisie | 21    | 0     |
| Totaal   | Totaal          | Totaal         | 325   | 20    |